# Itapagé (kommun)
Itapagé är en kommun i Brasilien.   Den ligger i delstaten Ceará, i den östra delen av landet, 1 600 km nordost om huvudstaden Brasília. Antalet invånare är 48 366. Arean är 440 kvadratkilometer.
Terrängen i Itapagé är kuperad.
Följande samhällen finns i Itapagé:
- Itapagé

Omgivningarna runt Itapagé är huvudsakligen savann. Runt Itapagé är det ganska tätbefolkat, med 62 invånare per kvadratkilometer.